# Bacia Sergipe-Alagoas

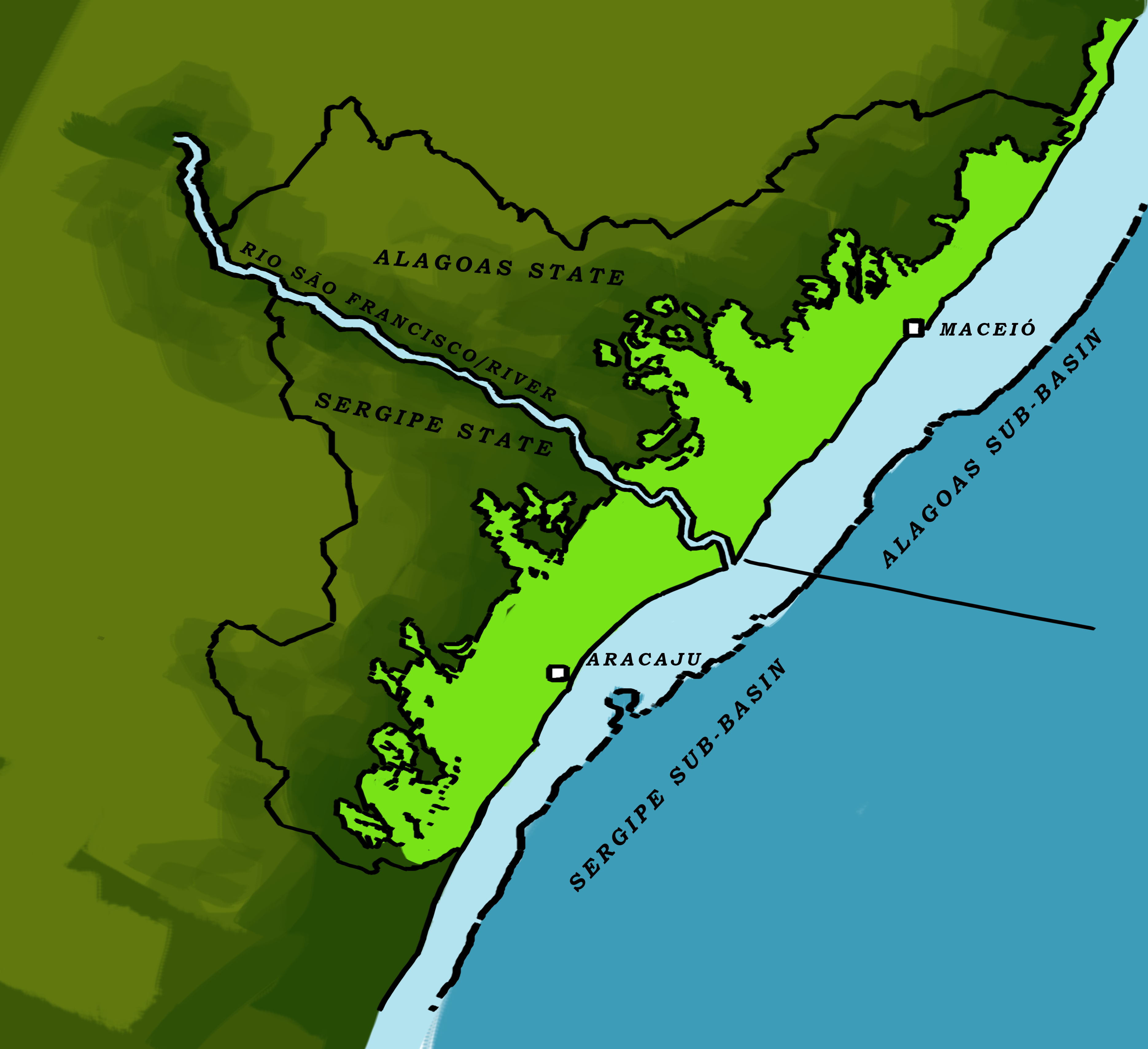
Bacia Sergipe-Alagoas

A Bacia Sergipe-Alagoas é uma bacia sedimentar de margem continental nos estados de Sergipe e Alagoas, no nordeste do Brasil, com cerca de 20 a 50 quilômetros de largura em terra (onshore), mas com a sua maior extensão no mar (offshore), mais precisamente 13.000 km² em terra e 40.000 km² no mar. Limita-se à Nordeste com a Bacia de Pernambuco-Paraíba, pelo Alto de Maragogi, e à Sudoeste com a Bacia de Jacuípe, no Alto do Jacuípe. Numa ótica estrutural, a bacia consiste num sistema de meio-grabens (half-grabens) que mergulham para Leste/Sudeste, formados durante a abertura do Oceano Atlântico Sul. Devido ao seu completo registro estratigráfico, que diretamente se relaciona com todas as fases da ruptura do Supercontinente Gondwana, e se estende do Paleozóico ao Recente, a Bacia Sergipe-Alagoas recebe o título de bacia escola, associado também ao potencial didático da mesma acerca da evolução tectono-estratigráfica das Bacias de Margem Costeira do Brasil. Os estudos sobre a geologia da bacia remontam à primeira metade do século XIX, quando J. Henderson, em 1821, publicou notas preliminares sobre a geologia da região.

## História da bacia
Os estudos sobre a geologia da bacia remontam à primeira metade do século XIX, quando J. Henderson, em 1821, publicou notas preliminares sobre a região. Contudo, os primeiros levantamentos geológicos e paleontológicos foram realizados entre 1865 e 1866 pelo naturalista canadense Charles Frederick Hartt, participante da Expedição Thayer. Os resultados desta expedição foram publicados no livro Geologia e Geografia Física do Brasil de 1870, onde foram descritos fósseis de amonitas e um gastrópode dos municípios de Maruim e Laranjeiras.  Com a Comissão Geológica do Império do Brasil, expedição de 1875 e 1878, dirigida por Hartt, foram realizados importantes estudos pelo paleontólogo americano Charles A. White, descrevendo amonitas, bivalves, gastrópodes e equinóides. John Casper Branner publicou em 1890 um relatório sobre a Bacia de Sergipe-Alagoas, apontando as localidades dos materiais de White.
A pesquisa sobre a Bacia Sergipe-Alagoas recebeu forte motivação com o início da busca por petróleo, na década de 1940, resultando em mapas detalhados e novas coleções de fósseis. A partir de 1953, a Petrobras (Petróleo Brasileiro S.A.) produziu vários relatórios com o objetivo de alavancar o conhecimento geológico da região. Estudos bioestratigráficos de Karl Beurlen estabeleceram uma zonação da Formação Riachuelo (Aptiano-Albiano) com base em fósseis de amonitas. Ele também publicou uma série de estudos posteriores de 1961 a 1968.

## Histórico exploratório
O primeiro poço perfurado na Bacia Sergipe-Alagoas foi o 2AL-0001-AL, operado pelo Conselho Nacional do Petróleo, em 1935, no estado de Alagoas. A primeira descoberta com porte comercial ocorre em 1957, na região de Tabuleiro do Martins, através do poço 1TM-0001-AL. Em agosto de 1963, a Petrobras descobriu o Campo de Carmópolis, o maior campo onshore do país, com reserva de petróleo estimada em 1,7 bilhão de barris, o que na época o caracterizou como um dos maiores campos de petróleo da América Latina.

## Evolução tectônica
A evolução tectônica da Bacia Sergipe-Alagoas está representada em 5 estágios tectônicos: Sinéclise, Pré-rifte, Rifte, Pós-Rifte e Drifte.
1) Sinéclise — Carbonífero Superior ao Permiano Inferior  — É representada pelo Grupo Igreja Nova (Formações Batinga — Sequência Carbonífera — e Aracaré — Sequência Permiana), depositadas em ambiente continental ligado às áreas do Gondwana;
2) Pré-rifte — Neojurássico ao Cretáceo Inferior — É representado pelo Grupo Perucaba (Formações Candeeiro, Bananeiras e Serraria), depositado em segmentos da depressão afro-brasileira;
3) Rifte — Berriasiano Superior ao Aptiano Superior — É representado pelo Grupo Coruripe (Formações Feliz Deserto, Penedo, Rio Pitanga, Poção, Barra de Itiúba, Morro do Chaves, Coqueiro Seco e Maceió), depositado durante o estágio de subsidência mecânica na Bacia Sergipe-Alagoas, em ambiente continental e marinho restrito. Seu fim é mercado pela Discordância pré-Neo-Alagoas;
4) Pós-rifte — Aptiano Superior  — É representado pela Formação Muribeca (Membros Carmópolis, Ibura e Oiteirinhos). Nesta fase, a bacia sofre um basculamento para Sudeste e ocorre a primeira grande incursão marinha, depositando os sedimentos da Formação Muribeca num contexto marinho transgressivo.
5) Drifte — Albiano ao Pleistoceno — É representado pelos Grupos Sergipe (Formações Riachuelo e Cotinguiba) e Piaçabuçu (Formações Calumbi, Marituba, Mosqueiro e Barreiras). A subsidência térmica da bacia propiciou a deposição de sedimentos que, inicialmente, estavam condicionados ao marinho restrito e, posteriormente, ao mar aberto, num contexto marinho regressivo.

## Litoestratigrafia

### Embasamento
O embasamento da Sub-bacia de Sergipe é composto por rochas da Faixa de Dobramentos Sergipana, pertencentes aos Grupos Miaba e Vaza-Barris, descritas como rochas metamórficas de baixo grau. Em porções localizadas são encontradas rochas metassedimentares do Grupo Estância, já de idade cambriana. A Sub-bacia de Alagoas possui seu embasamento formado pelas rochas proterozóicas do Maciço Pernambuco-Alagoas, composto por rochas graníticas.

#### Grupo Estância
De origem cambriana, é composto por arenitos e siltitos vermelhos com mica-xistos e lentes de conglomerado. O ambiente de deposição é interpretado como um sistema fluvial entrelaçado e meandrante. A formação recebeu o nome da cidade de Estância, no sul de Sergipe.

### Grupo Igreja Nova
É formado pelas Formações Batinga e Aracaré. Representam a fase tectônica de Sinéclise da Bacia Sergipe-Alagoas.

#### Formação Batinga
As rochas siliciclásticas que compõem a formação foram formadas num ambiente glacio-marinho, durante o Carbonífero tardio (Pennsylvaniano) ao início do Permiano. Está dividida em 3 membros: Os membros Mulungu e Boacica. O Membro Mulungu é representado por conglomerados e diamictitos; o Membro Boacica é composto por siltitos laminados, arenitos e conglomerados depositados por leques deltaicos. Embora seja descrito em alguns artigos um terceiro membro chamado Atalaia, o mesmo foi suprimido pois os arenitos foram classificados como pertencentes à Formação Candeeiro, de idade juro-eocretácea. O nome da formação foi dado em homenagem ao povoado de Batinga, na parte noroeste da Sub-bacia de Sergipe.

#### Formação Aracaré
Composto por arenitos maduros de grão grosso com grandes conjuntos de estratificações cruzadas, que recobrem folhelhos pretos, associados a calcarenitos oolítico-oncolíticos silicificados, laminitos algais e estromatólitos. O ambiente de deposição proposto é um deserto quente e seco, associado a um ambiente litorâneo e deltáico, cujo proporcionou o retrabalhamento dos sedimentos por ação mecânica de ondas e pelo vento. O nome Aracaré tem origem no Morro do Aracaré, a 2 km ao sul da cidade de Neópolis.

### Grupo Perucaba
Representa a fase tectônica de Pré-Rifte da Bacia Sergipe-Alagoas, onde os espaços são formados a partir da depressão afro-brasileira, devido ao soerguimento crustal no Neojurássico.

#### Formação Candeeiro
Arenitos do Jurássico tardio, de grão fino a médio, possivelmente formados num sistema fluvial entrelaçado, caracterizam a formação. A mesma não está exposta e não foram encontrados fósseis. O nome foi dado em homenagem ao poço Candeeiro-01 (1-CO-1-AL), em Alagoas.

#### Formação Bananeiras
Gerados no Jurássico tardio, os folhelhos vermelhos depositados em ambiente lacustre compreendem a formação. Foram encontrados fósseis de ostracodes não marinhos, como Bisulcocypris pricei e Darwinula aff. oblonga. O nome da formação foi dado em homenagem ao povoado de Bananeiras, em Sergipe.

#### Formação Serraria
Sistemas fluviais entrelaçados com retrabalhamento eólico colmataram o lago onde foram depositados os folhelhos vermelhos da Formação Bananeiras, depositando os arenitos da Formação Serraria, com início no Neojurássico até o Eocretáceo, na idade Berriasiano. Nos arenitos da formação foram encontrados grandes troncos silicificados de coníferas da espécie Agathoxylon benderi. O nome foi dado em homenagem ao pequeno povoado de Serraria, no sul de Alagoas.

### Grupo Coruripe
Compõe as rochas relacionadas ao estágio de subsidência mecânica da bacia, Sequência Rifte, onde os ambientes deposicionais continental e marinho restrito comportam as rochas do grupo. Esta fase tectônica é datada no início do andar Rio da Serra (Berriasiano/Valanginiano — 142 Ma), e o seu fim no andar Eoalagoas (Aptiano — 116 Ma), marcado pela Discordância pré-Neo-Alagoas, com registros em outras bacias da margem leste continental brasileira (Campos, Santos, Camumu, Almada e Espírito Santo).

#### Formação Feliz Deserto
É composta por uma sucessão de folhelhos esverdeados com delgadas intercalações de arenitos, localizado na parte mais basal da Formação Barra de Itiúba. A formação foi provavelmente depositada por um sistema deltaico num ambiente lacustre, que diferentemente do lago que depositou a Formação Bananeiras, é mais profundo e com características particulares, evidenciando variações climáticas, e destaca-se um progressivo aumento na taxa de subsidência da bacia. O seu registo fóssil consiste em gastrópodes, moluscos bivalves, restos de peixes Lepidotes, dentes de crocodilomorfos e as mais antigas ocorrências de Spinosauridae na América do Sul.

#### Formação Penedo
Arenitos alúvio-fluviais, de grão médio a grosso, depositados entre o Valanginiano e o Barremiano, em ambiente deposicional continental, compreendem a Formação Penedo. Os sedimentos foram sujeitados ao retrabalhamento eólico. Seu nome deriva da cidade de Penedo, no Rio São Francisco, em Alagoas.

#### Formação Rio Pitanga
Formada por conglomerados de leques aluvio-deltáicos, depositados na parte proximal da Sub-bacia de Sergipe, durante o Hauteriviano e o Aptiano. O nome deriva do poço Rio Pitanga-01 (1-RP-1-SE), em Sergipe.

#### Formação Poção
São depositados durante o Aptiano, os conglomerados de leques alúvio-deltaicos da Formação Poção, na Sub-bacia de Alagoas.

#### Formação Barra de Itiúba
É composta por uma sucessão de folhelhos e arenitos de grão fino que interage lateralmente com a Formação Penedo. A formação foi depositada por um sistema deltaico em ambiente lacustre. Grande parte dos fósseis existentes são de ostracodes, como Cypridea e Paracypridea. O nome da formação foi dado em homenagem ao povoado Barra de Itiúba, em Alagoas.

#### Formação Morro do Chaves
Está relacionada com as supersequências Rifte e Pós-rifte da Bacia Sergipe-Alagoas, depositadas entre o Barremiano e o Aptiano. É composta por carbonatos coquinóides e folhelhos interdigitados com as rochas das Formações Rio Pitanga, Poção e Coqueiro Seco. Dentre os fósseis conectados à formação, econtram-se biválvios, ostracodes e gastrópodes, em especial o ostracode Cypridea africana, que corrobora com a interpretação do ambiente deposiconal lacustre.

#### Formação Coqueiro Seco
As rochas desta formação foram depositadas num sistema alúvio-deltáico e lacustre, com alta taxa de sedimentação devido ao momento de elevada subsidência da bacia. É formada por arenitos e folhelhos aptianos, concomitantes com a Formação Morro do Chaves. O nome deriva do poço Coqueiro Seco-01 em Alagoas e renomeia a antiga Formação Jiquiá

#### Formação Maceió
É composta por arenitos, folhelhos, evaporitos e calcilutitos de idade Aptiano. Os fósseis mais comuns nestes folhelhos são de conchostraceanos e peixes. O seu nome vem da capital de Alagoas, Maceió.

#### Formação Muribeca
A Formação é formada por 3 membros, os membros Carmópolis, Ibura e Oiteirinhos. O Membro Carmópolis é formado por arenitos com pequenas intercalações de siltitos, folhelhos e conglomerados polimíticos. O Membro Ibura contém uma sucessão de halita, silvinita e carnalita. O Membro Oiteirinhos apresenta uma alternância de calcilutitos laminados e folhelhos. Os fósseis encontrados na formação incluem foraminíferos, palinomorfos, ostracodes, conchostraceanos e restos de peixes. As rochas foram depositadas durante o final do Aptiano, após a discordância pré-Neo-Alagoas, representando a fase tectônica de Pós-Rifte da Bacia Sergipe-Alagoas.
O nome Muribeca deriva da cidade de Muribeca, no norte de Sergipe, onde foram encontradas rochas que se pensava serem desta formação. Na realidade, as rochas são atualmente atribuídas à Formação Rio Pitanga, e não há registros de afloramentos da Formação Muribeca.

### Grupo Sergipe
Depositadas acima da Formação Muribeca, as rochas do Grupo Sergipe e sobrepostas a ele representam a fase tectônica Drifte da Bacia Sergipe-Alagoas, último estágio tectônico da bacia.

#### Formação Riachuelo
A formação é composta por 3 membros, Angico, Maruim e Taquari, depositando-se no Albiano Inferior até o Cenomaniano. O Membro Angico é composto por conglomerados siliciclásticos e arenitos; o Membro Maruim foi depositado em áreas de menor aporte sedimentar, desenvolvendo rampas carbonáticas com bancos de oólitos e oncólitos, parcialmente dolomitizados; e o Membro Taquari é composto por uma alternância cíclica de margas e folhelhos. Os fósseis de amonitas são abundantes nesta formação, ao lado de fósseis de outros moluscos e peixes. A Formação recebeu o nome do município de Riachuelo.

#### Formação Cotinguiba
A formação é composta pelos membros Sapucari e Aracaju, com rochas de idades que variam do Cenomaniano ao Coniaciano, depositadas em ambiente de talude/prufundo. O Membro Sapucari é formado por calcilutitos e brechas carbonáticas que gradualmente se conectam, em direção à bacia, com os folhelhos do Membro Aracaju. Embora não sejam tão abundantes quanto os da Formação Riachuelo, os fósseis dessa formação são diversos, incluindo amonitas e inoceramidas. O seu nome deve-se a um vasto vale que corta a formação.

### Grupo Piaçabuçu
Corresponde às rochas mais novas da Bacia Sergipe-Alagoas, tendo como início da sua deposição no final do Coniaciano e que se estende até o Pleistoceno. As rochas são depositadas dentro do contexto de sedimentação marinho regressivo.

#### Formação Calumbi
É composta por uma sucessão de folhelhos, com eventuais intercalações de arenitos, depositados na parte mais distal da Bacia Sergipe-Alagoas, de início no final do Coniaciano. A formação é geralmente pobre em vestígios fósseis. O nome deriva do pequeno povoado de Calumbi, à Oeste de Aracaju.

#### Formação Marituba
São areias costeiras e plataformais depositadas na porção mais proximal da Bacia Sergipe-Alagoas, durante o Campaniano até o Pleistoceno. O nome deriva do povoado de Marituba, em Alagoas.

#### Formação Mosqueiro
Composto majoritariamente por calcarenitos bioclásticos, os fósseis mais comuns são fragmentos de moluscos e foraminíferos. O nome vem do povoado de Mosqueiro, em Sergipe.

#### Barreiras
A Bacia de Sergipe-Alagoas é coberta por extensas áreas de rochas provenientes desta unidade. É composta por conglomerados e arenitos imaturos e mal ordenados. O seu nome deve-se ao caráter destes sedimentos que formam falésias costeiras (“barreiras”), em partes da costa.

## Carta estratigráfica
A estratigrafia da Sub-bacia de Sergipe é apresentada na carta estratigráfica abaixo:
| Período       | Época          | Idade          | Estágio tectônico | Grupo                        | Formação                     | Formação                     | Formação      |
| ------------- | -------------- | -------------- | ----------------- | ---------------------------- | ---------------------------- | ---------------------------- | ------------- |
| Pleistoceno   | Pleistoceno    | Pleistoceno    | Drifte            | Piaçabuçu                    | Calumbi                      | Barreiras                    | Mosqueiro     |
| Neógeno       | Plioceno       | Gelasiano      | Drifte            | Piaçabuçu                    | Calumbi                      | Barreiras                    | Mosqueiro     |
| Neógeno       | Plioceno       | Piacenziano    | Drifte            | Piaçabuçu                    | Calumbi                      | Barreiras                    | Mosqueiro     |
| Neógeno       | Plioceno       | Zancleano      | Drifte            | Piaçabuçu                    | Calumbi                      | Barreiras                    | Mosqueiro     |
| Neógeno       | Mioceno        | Messiniano     | Drifte            | Piaçabuçu                    | Calumbi                      | Marituba                     | Mosqueiro     |
| Neógeno       | Mioceno        | Tortoniano     | Drifte            | Piaçabuçu                    | Calumbi                      | Marituba                     | Mosqueiro     |
| Neógeno       | Mioceno        | Serravaliano   | Drifte            | Piaçabuçu                    | Calumbi                      | Marituba                     | Mosqueiro     |
| Neógeno       | Mioceno        | Langhiano      | Drifte            | Piaçabuçu                    | Calumbi                      | Marituba                     | Mosqueiro     |
| Neógeno       | Mioceno        | Burdigaliano   | Drifte            | Piaçabuçu                    | Calumbi                      | Marituba                     | Mosqueiro     |
| Neógeno       | Mioceno        | Aquitaniano    | Drifte            | Piaçabuçu                    | Calumbi                      | Marituba                     | Mosqueiro     |
| Paleógeno     | Oligoceno      | Chattiano      | Drifte            | Piaçabuçu                    | Calumbi                      | Marituba                     | Mosqueiro     |
| Paleógeno     | Oligoceno      | Rupeliano      | Drifte            | Piaçabuçu                    | Calumbi                      | Marituba                     | Mosqueiro     |
| Paleógeno     | Eoceno         | Priaboniano    | Drifte            | Piaçabuçu                    | Calumbi                      | Marituba                     | Mosqueiro     |
| Paleógeno     | Eoceno         | Bartoniano     | Drifte            | Piaçabuçu                    | Calumbi                      | Marituba                     | Mosqueiro     |
| Paleógeno     | Eoceno         | Lutetiano      | Drifte            | Piaçabuçu                    | Calumbi                      | Marituba                     | Mosqueiro     |
| Paleógeno     | Eoceno         | Ypresiano      | Drifte            | Piaçabuçu                    | Calumbi                      | Marituba                     | Mosqueiro     |
| Paleógeno     | Paleoceno      | Thanetiano     | Drifte            | Piaçabuçu                    | Calumbi                      | Marituba                     | Mosqueiro     |
| Paleógeno     | Paleoceno      | Selandiano     | Drifte            | Piaçabuçu                    | Calumbi                      | Marituba                     | Mosqueiro     |
| Paleógeno     | Paleoceno      | Daniano        | Drifte            | Piaçabuçu                    | Calumbi                      | Marituba                     | Mosqueiro     |
| Cretáceo      | Neo            | Maastrichtiano | Drifte            | Piaçabuçu                    | Calumbi                      | Marituba                     |               |
| Cretáceo      | Neo            | Campaniano     | Drifte            | Piaçabuçu                    | Calumbi                      | Marituba                     |               |
| Cretáceo      | Neo            |                | Drifte            | Piaçabuçu                    | Calumbi                      |                              |               |
| Cretáceo      | Neo            | Santoniano     | Drifte            | Piaçabuçu                    | Calumbi                      |                              |               |
| Cretáceo      | Neo            | Coniaciano     | Drifte            | Sergipe                      | Cotinguiba                   | Cotinguiba                   | Cotinguiba    |
| Cretáceo      | Neo            | Turoniano      | Drifte            | Sergipe                      | Cotinguiba                   | Cotinguiba                   | Cotinguiba    |
| Cretáceo      | Neo            | Cenomaniano    | Drifte            | Sergipe                      | Cotinguiba                   | Cotinguiba                   | Cotinguiba    |
| Cretáceo      | Neo            | Riachuelo      | Drifte            | Sergipe                      |                              |                              |               |
| Cretáceo      | Eo             | Albiano        | Drifte            | Sergipe                      |                              |                              |               |
| Cretáceo      | Eo             | Aptiano        | Pós-Rifte         | Coruripe                     | Muribeca                     | Muribeca                     | Muribeca      |
| Cretáceo      | Eo             | Aptiano        | Rifte             | Coruripe                     | Rio Pitanga                  | Maceió                       | Maceió        |
| Cretáceo      | Eo             | Aptiano        | Rifte             | Coruripe                     | Rio Pitanga                  | Morro do Chaves              | Coqueiro Seco |
| Cretáceo      | Eo             | Barremiano     | Rifte             | Coruripe                     | Rio Pitanga                  | Morro do Chaves              | Coqueiro Seco |
| Cretáceo      | Eo             | Penedo         | Rifte             | Coruripe                     | Rio Pitanga                  | Barra de Itiúba              |               |
| Cretáceo      | Eo             | Penedo         | Rifte             | Coruripe                     | Rio Pitanga                  | Barra de Itiúba              | Hauteriviano  |
| Cretáceo      | Eo             | Penedo         | Rifte             | Coruripe                     | Valanginiano                 | Feliz Deserto                |               |
| Cretáceo      | Eo             | Berriasiano    | Rifte             | Coruripe                     |                              | Feliz Deserto                |               |
| Cretáceo      | Eo             | Pré-Rifte      | Perucaba          | Serraria                     |                              |                              |               |
| Jurássico     | Neo            | Pré-Rifte      | Perucaba          | Tithoniano                   | Bananeiras                   |                              |               |
| Jurássico     | Neo            | Pré-Rifte      | Perucaba          | Tithoniano                   | Candeeiro                    |                              |               |
| Triássico     | Triássico      | Triássico      | Sinéclise         |                              | Hiato                        | Hiato                        | Hiato         |
| Permiano      | Lopingiano     | Lopingiano     | Sinéclise         | Igreja Nova                  | Aracaré                      | Aracaré                      | Aracaré       |
| Permiano      | Guadalupiano   |                | Sinéclise         | Igreja Nova                  | Aracaré                      | Aracaré                      | Aracaré       |
| Permiano      | Cisuraliano    | Cisuraliano    | Sinéclise         | Igreja Nova                  | Hiato                        | Hiato                        | Hiato         |
| Carbonífero   | Pennsylvaniano | Pennsylvaniano | Sinéclise         | Igreja Nova                  | Batinga                      | Batinga                      | Batinga       |
| Carbonífero   | Mississipiano  | Mississipiano  | Sinéclise         |                              | Hiato                        | Hiato                        | Hiato         |
| Cambriano     | Cambriano      | Cambriano      |                   |                              | Estância                     | Estância                     | Estância      |
| Pré-Cambriano | Pré-Cambriano  | Pré-Cambriano  |                   | Embasamento: Faixa Sergipana | Embasamento: Faixa Sergipana | Embasamento: Faixa Sergipana |               |